# Jorge Augusto Mendoza
Jorge Augusto Mendoza (Abra Pampa, Argentina, 1935 - San Salvador de Jujuy, 1973). Docente y escultor jujeño, reconocido principalmente por su labor educativa y por la creación y dirección del Taller Libre de Arte y Artesanías de Chucalezna en la Quebrada de Humahuaca entre 1959 y 1973.

## Reseña biográfica
Primeros años
Nace en Abra Pampa, plena puna jujeña. Es hijo de Fernando Mendoza (Abra Pampa, Jujuy) y de Nicolasa Nelson (Santa Catalina, Jujuy), ambos docentes rurales. 
Cursa los estudios primarios en la escuela del paraje Santuario, 12 km hacia el norte de la ciudad de Abra Pampa, donde su padre oficia de maestro y director del establecimiento. 
Formación artística y docente
En el año 1951 se traslada a Buenos Aires para realizar sus estudios en la Escuela Nacional de Bellas Artes Preparatoria “Manuel Belgrano”. En 1954, ingresa a la Escuela Nacional de Artes Visuales “Prilidiano Pueyrredón” de donde egresa en el año 1957 con los títulos de Profesor de Dibujo y de Escultor Decorador. Solventa sus estudios trabajando como ayudante de cátedra del Taller en Escultura en la Escuela Manuel Belgrano. Asimismo, la institución le brinda vivienda en el propio edificio. 
Trabaja también como ayudante del Taller de Cerámica del profesor Adolfo De Ferrari.
Actividad artística y docente
En 1959 retorna a la provincia de Jujuy, junto con un grupo de colegas: Claudio Samos, Julio Racioppi, Aníbal Rodríguez, Mario Crulcich y Juan Carlos García Palou, para ejercer la docencia y trabajar en su disciplina. Junto a Samos, Racioppi y Rodríguez conforma el autodenominado “Grupo Austral”.
Si bien realiza obra escultórica, Mendoza se dedica de lleno a la educación en sus distintos niveles, desarrollando la actividad docente de manera continua en la Escuela Provincial de Artes Plásticas de Jujuy, impartiendo diversas asignaturas. 
En 1959, junto con el profesor Claudio Samos, inicia un taller extracurricular de arte en la Escuela Nacional N.º 112 de Chucalezna (Humahuaca, Jujuy), donde su madre es directora y maestra. Luego de la partida del profesor Samos en 1962, continúa como profesor del Taller de Chucalezna e incorpora disciplinas como escultura, cerámica y tejeduría. Hacia 1969 convoca al profesor Takashi Takahashi para impartir las clases de cerámica en el Taller. En 1971, logra la oficialización como Taller Libre de Arte y Artesanías de Chucalezna y es nombrado director del mismo. El taller se hace popularmente conocido como el  “Taller de los Niños Pintores de Chucalezna”. Lo dirige hasta 1973, cuando fallece.
Se desempeña, además, como maestro especial de dibujo en la Escuela Experimental “Francisco de Argañaraz”; como profesor de caligrafía y dibujo en la Escuela Provincial de Comercio de Jujuy; como profesor de dibujo en la Escuela Nacional Normal Mixta “Juan Ignacio Gorriti” y en el Colegio Nacional “Teodoro Sánchez de Bustamante”, en San Salvador de Jujuy.
Vida personal y fallecimiento
Incansable y multifacético, tiene como aficiones la caza, la pesca y todo lo que implique una acción creativa y manual. Hacia 1969 se une con Ofelia Bertolotto, profesora y artista plástica radicada en Jujuy desde 1957. Su hija Verónica nace en 1972.
En 1973, fallece inesperadamente a los 38 años de edad por un infarto de miocardio. La muerte lo encuentra en un momento de pleno crecimiento del Taller, con vistas a aunar la comunidad en torno a las actividades artísticas que llevarían un sello distintivo local.

## Distinciones
- Premio Mención por su obra “La Urpila”. LIº Salón Nacional de Artes Plásticas (1962).
- Premio Mención Honorífica por su obra “Amara” (Yeso directo). IV Salón de Pintura, Grabado, Dibujo y Escultura del Noroeste Argentino “José Antonio Terry”. Este premio fue rechazado.

## Exposiciones
- 1959 – Exposición conjunta con Claudio Samos, Aníbal Ángel Rodríguez, Mario Alberto Crulcich, Julio Antonio Racioppi y Juan Carlos García Palou. Del 5 al 11 de diciembre. Salón de la Biblioteca Popular de Jujuy. San Salvador de Jujuy.
- 1963 – Exposición conjunta con los integrantes del “Grupo Austral”. Del 24 de junio al 8 de julio. Salón del Consejo Deliberante de Buenos Aires. Perú 150. Buenos Aires.

## Trabajos artísticos documentados
- Busto del Coronel Dorrego para la Escuela N.º 112 de la localidad de Ledesma (circa 1964).
- Monumento “A la Madre”, Caimancito, Ledesma. Solicitado por la Subsecretaría de Gobierno. Trabajo dirigido por el prof. Mendoza y realizado por alumnos de la «Escuela Provincial de Artes Plásticas» (1969).
- Trabajos artísticos para el Hospital de Niños “Dr. Héctor Quintana” con motivo de su inauguración (22 de mayo de 1960). Realización conjunta con los profesores Claudio Samos, Aníbal Rodríguez y Julio Racciopi.
- Participación en el proyecto y la construcción del monumento en homenaje al canónigo Gorriti, dirigido por Nicasio Fernández Mar. La obra encuentra emplazada en la plazoleta delimitada por las avenidas José Martiarena e Italia en San Salvador de Jujuy.
- Escenografía de obras teatrales: «Auroras de libertad» del escritor Marcos Paz,[12] en conjunto con Claudio Samos para el teatro Melpómene (1962). «El lindo Don Gato» de Alejandro Casona, para el grupo teatral de la profesora Gladys Barrientos.

## Reconocimiento y legado
- En 1966 el joven documentalista Jorge Prelorán se interesa por la experiencia artística del Taller de los Niños Pintores dirigido por Mendoza, la cual queda plasmada en su cortometraje “Chucalezna” (1968, Fondo Nacional de las artes y Universidad Nacional del Tucumán).[13]  El film ganó el 1.º Premio del Festival de Cine Infantil (Buenos Aires, 1968) y el Primer Premio Hemisfilm (Texas, 1980). El documental contó con Lorenzo Kelly[14] y Sergio Barbieri como asistentes generales de producción y con la asesoría musical de Leda Valladares.
- En 1986, la madre de Jorge A. Mendoza realiza la donación de 20 obras que habían sido realizadas por los alumnos del Taller de Chucalezna cuando él era profesor. La donación tiene el fin de  resguardar aquellos trabajos artísticos del Taller y, a la vez, constituir la colección fundacional para un futuro museo municipal en la ciudad de San Salvador de Jujuy.[15] El 25 de julio de 1987, bajo la gestión del intendente David J. Casas, se inaugura oficialmente el Museo Municipal de Bellas Artes que lleva el nombre “Prof. Jorge A. Mendoza”, en homenaje a la labor de este artista y docente jujeño.[16]  Actualmente el museo forma parte del Centro Cultural “Dr. Manuel Belgrano”, en la “Vieja Estación” del Ferrocarril Belgrano.[17] Una de sus tres salas está destinada a la exposición permanente de las obras de los Niños Pintores de Chucalezna. En las salas denominadas «Carolina Álvarez Prado» y «Nicasio Fernández Mar» se exponen obras de estos reconocidos artistas que también forman parte del acervo municipal.